# Lichkov
Lichkov – wieś w Czechach, w kraju pardubickim (czes. Pardubický kraj) okres Ústí nad Orlicí.
Podgórska  przygraniczna miejscowość leżąca nad Cichą Orlicą (czes. Tiché Orlice)  na wysokości  528 – 560 m n.p.m. u południowego podnóża Gór Bystrzyckich i na południowo-zachodnim brzegu  Kotliny Kłodzkiej. Wieś powstała w 1569. W środku wsi znajduje się neorenesansowy kościół pod wezwaniem św. Józefa z końca  XVIII wieku, przebudowany w XIX wieku. Wieś zajmuje obszar 913,35 ha, mieszka w niej 567 mieszkańców.
Lichkov był ważnym kolejowym przejściem granicznym do Polski. Linia kolejowa z Letohradu rozgałęzia się na linie do Miedzylesia i do Dolní Lipka.

## Komunikacja
Przez wieś przebiegają:
- linia kolejowa Wrocław Główny - Międzylesie - Lichkov o znaczeniu  międzynarodowym
- linia kolejowa Uście nad Orlicą - Lichkov - Dolní Lipka - Štíty
- droga lokalna nr 312 Králíky – Mladkov

We  wsi jest stacja kolejowa Lichkov.

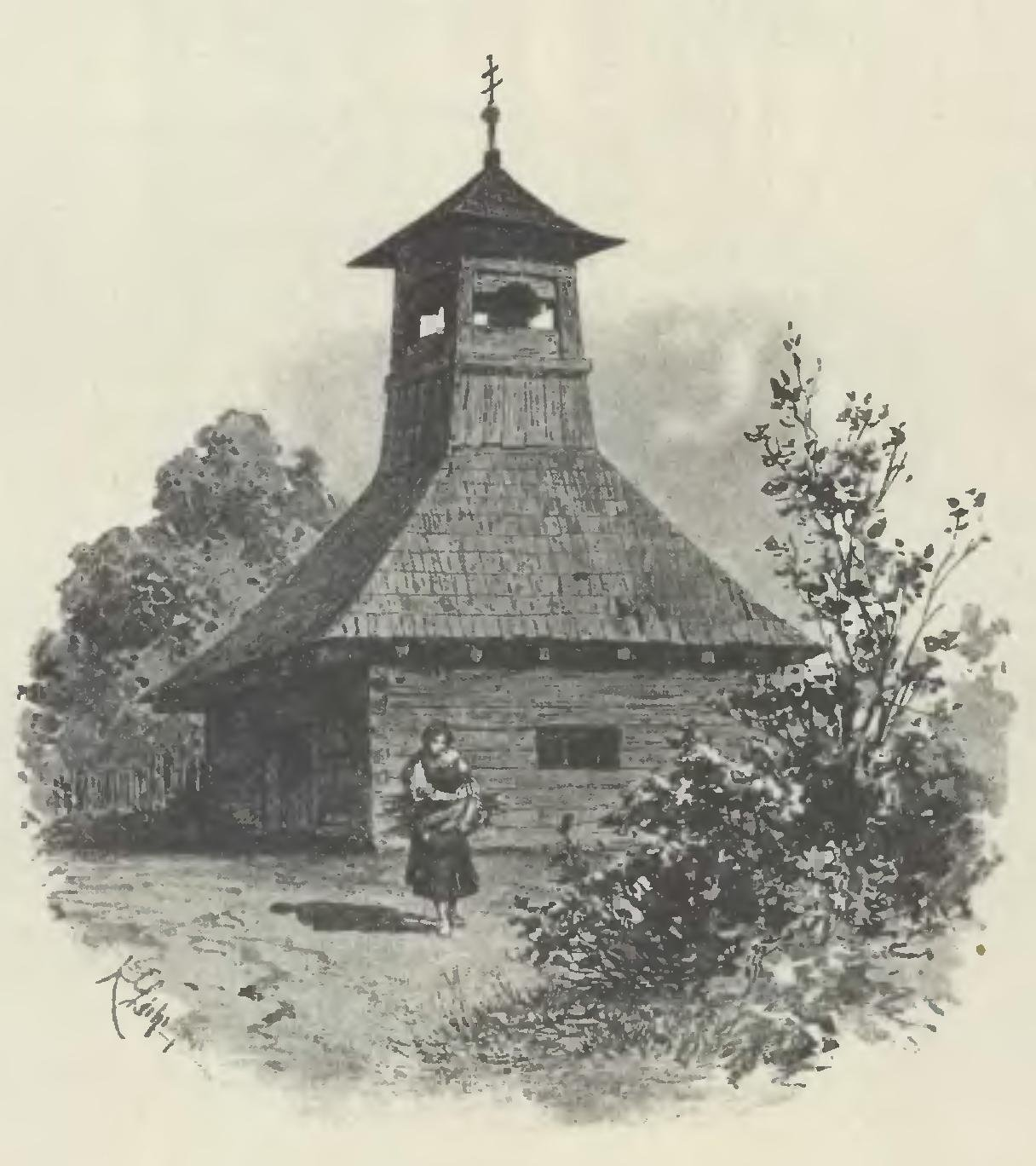
Dzwonnica w Lichkowie ok. 1880 (K. Liebscher)